# In Wahrheit: Mord am Engelsgraben
In Wahrheit: Mord am Engelsgraben (französisch Toute la vérité: Meurtre au Fossé des Anges) ist ein deutscher Kriminalfilm von Regisseur Miguel Alexandre aus dem Jahr 2017. Es handelt sich um die erste Folge der ZDF-Filmreihe In Wahrheit, die im Saarland spielt. Die Folgeepisode Jette ist tot wurde 2018 gesendet und In Wahrheit: Still ruht der See 2019.

## Handlung
An der Saarschleife wird in einem Wald die Leiche der Prostituierten Nele aufgefunden. Die Saarbrücker Kriminalkommissarin Judith Mohn und ihr Team ermitteln unter den Fernfahrern an der deutsch-französischen Grenze. Bald werden Hinweise gefunden, dass das Tötungsdelikt mit dem bislang nicht aufgeklärten Verschwinden der 16-jährigen Maria Schäffler neun Jahre zuvor zusammenhängt. Die Kriminalkommissarin bezieht deshalb Markus Zerner, den Ermittler in jenem Fall, in die aktuellen Ermittlungen ein. Der Fernfahrer Erich Kupka wird früh als ein Tatverdächtiger ermittelt, unter anderem wegen Vermutungen seiner Ehefrau. In den Fokus der Ermittlungen gerät auch Kurt Mahn, der in einem Brief an die Polizei den Mord an der Prostituierten Nele gesteht. Mahn stellt sich jedoch als psychisch krank heraus, eine Tatbeteiligung kann ausgeschlossen werden. Auch Paul Satzmann, der damalige Freund von Maria Schäffler, gerät wie bereits neun Jahre zuvor, unter Verdacht. Schließlich wird eine Matrjoschka aus dem Besitz von Maria Schäffler bei Erich Kupka gefunden, der daraufhin gesteht, neun Jahre zuvor Maria Schäffler mit seinem Lastkraftwagen versehentlich überfahren zu haben und der Prostituierten Nele diese Geschichte erzählt zu haben, woraufhin er diese tötete.

## Hintergrund
Die Dreharbeiten für den Kriminalfilm fanden vom 30. August bis zum 28. September 2016 im Saarland (Saarschleife bei Mettlach, Ford-Hochhaus in Saarlouis, Universität des Saarlandes in Saarbrücken) in Illingen/Hirzweiler und Rheinland-Pfalz (Schloss Saarstein und Staustufe in Serrig, Taben-Rodt) statt. Mord am Engelsgraben ist eine Produktion der Network Movie Film- und Fernsehproduktion. Bei der Vorstellung des Films am 29. Mai 2017 im Schloss Saarbrücken wurde eine Fortsetzung der Filmreihe In Wahrheit angekündigt.

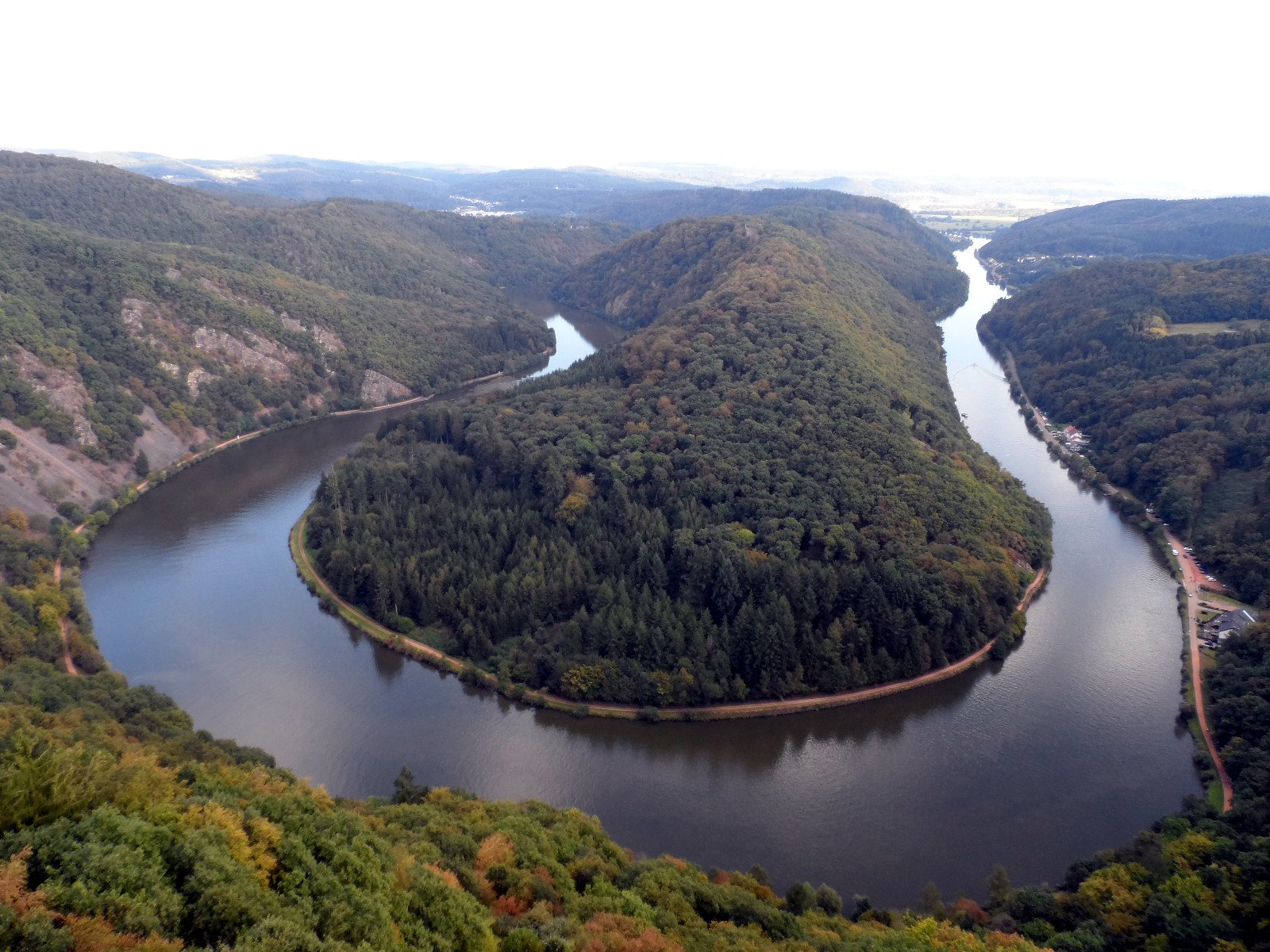
Saarschleife (0′40″)
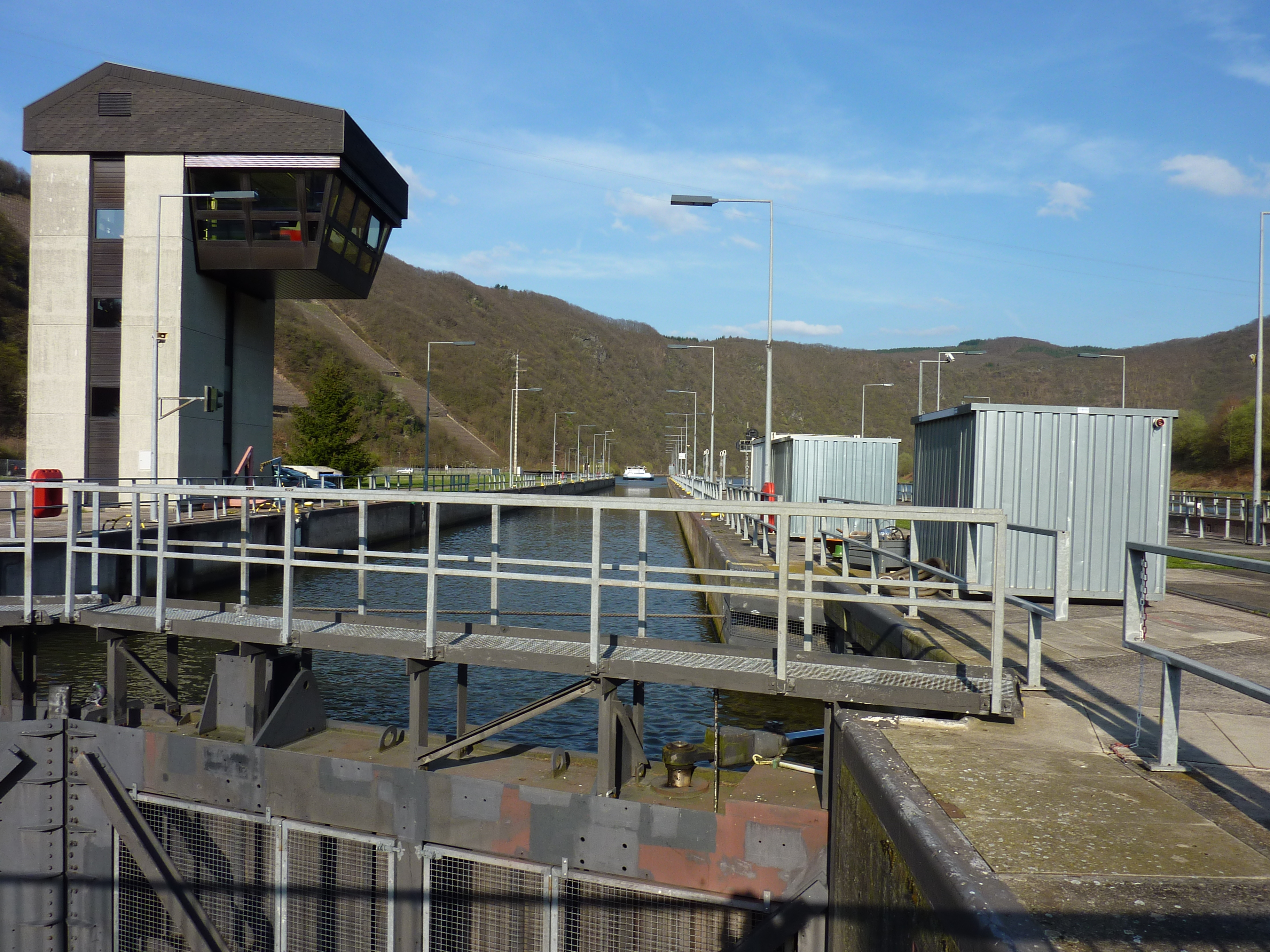
Staustufe Serrig (9′15″)
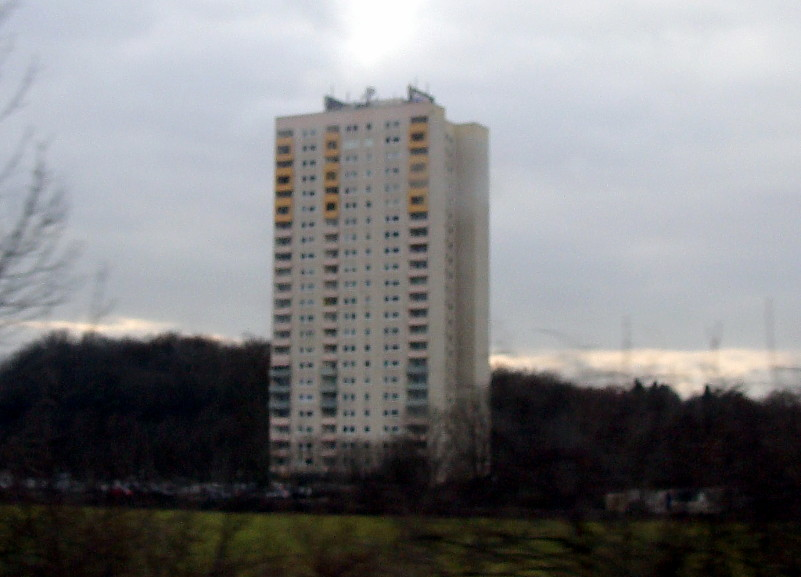
Ford-Hochhaus (29′00″)
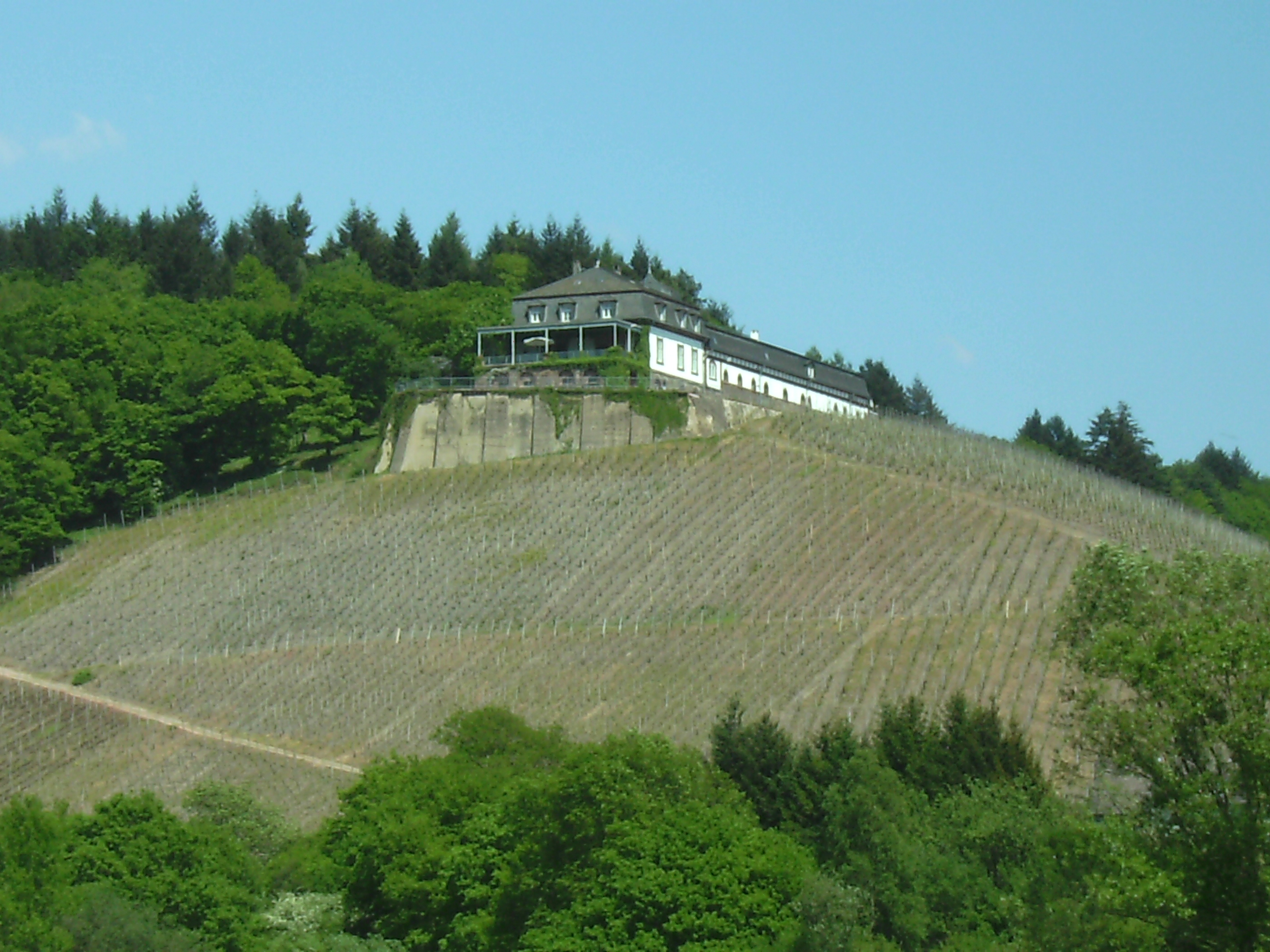
Schloss Saarstein (51′55″)

## Rezeption

### Einschaltquoten
Die Erstausstrahlung von Mord am Engelsgraben am 9. Juni 2017 wurde in Deutschland von 1,52 Millionen Zuschauern gesehen und erreichte einen überdurchschnittlichen Marktanteil von 5,6 Prozent für Arte; in Frankreich wurden für Meurtre au Fossé des Anges 979.000 Zuschauer und 4,4 Prozent Marktanteil gemessen. Am 18. November 2017 wurde der Saarland-Krimi erstmals im ZDF ausgestrahlt und erreichte als Tagessieger eine Einschaltquote von 20,6 Prozent bei insgesamt 6,37 Millionen Zuschauern.

### Kritik
„Trotz der eleganten Bildgestaltung bleibt der etwas spannungsarme Film allerdings Einiges schuldig. Auch die Geschichte strotzt nicht gerade vor Originalität, weshalb das namhafte Ensemble […] fast etwas verschwendet wirkt.“

„‚In Wahrheit – Mord am Engelsgraben‘ ist weder schlecht gemacht noch gespielt. Man hat bloß das Gefühl, ähnliche Konstellationen und Fälle schon dutzendfach gesehen zu haben – wenn auch zugegebenermaßen nicht in und um Saarlouis.“

Die Bewertungen liegen zwischen  (58 Prozent, Tittelbach) und  (69 Prozent bei 14 Stimmen, IMDb).